# Arthur Pollack
Arthur Friedrich Pollack (* 12. April 1885 in Goßdorf bei Bad Schandau; † Frühjahr 1945 im KZ Sachsenhausen) war ein deutscher Lokalpolitiker (SPD) sowie Gegner und Opfer des NS-Regimes.

## Leben
Pollack, Sohn eines Müllers, erlernte den Beruf eines Gelbgießers bei der Firma Hänsel in Pirna. Ab 1931 arbeitete er bei der Firma Gerlach in Pirna-Copitz. Später war er als Metalldreher bei der Stahlgießerei der Firma Ebelt und Hille beschäftigt. 
1908 trat Pollack der Sozialdemokratischen Partei Deutschlands (SPD) bei und organisierte sich im Deutschen Metallarbeiter-Verband. Von Februar 1919 bis 1924 war Pollack Abgeordneter im Gemeindeparlament in Copitz bzw. Stadtrat in Pirna. Von 1930 bis 1933 leitete er den Volkschor „Echo“.
Pollack wurde aufgrund der Ablehnung einer Spende für den Kriegsdienst und einer Äußerung („Ich gebe nichts, ich helfe nicht den Krieg verlängern.“) von der Gestapo festgenommen. In Dresden am Münchner Platz wegen defätistischer Äußerungen angeklagt, wurde er am 12. Mai 1944 zu sechs Monaten Gefängnis verurteilt. Nach Verbüßung der Strafe im Gefängnis am Münchner Platz wurde Pollack nicht entlassen, sondern am 7. September 1944 in das KZ Sachsenhausen verbracht. Während seiner Haftzeit im Gefängnis und im KZ schrieb Pollack einige Briefe. Seine Frau erhielt seinen letzten Brief am 25. Februar 1945. Vermutlich starb Pollack auf dem Todesmarsch zur Ostsee. Das Amtsgericht Pirna stellte seinen Tod am 8. Mai 1945 fest.

## Ehrungen
- Nach ihm ist die Arthur-Pollack-Straße in Pirna-Copitz benannt.
- Ehrenmal für Siegfried Rädel, Arthur Pollack, Paul Harnisch und Albert Barthel in Pirna-Copitz (Hauptstraße/Ecke Schulstraße); der Gedenkstein wurde 1966 errichtet.[1]